# Jaime Belmonte
Jaime Belmonte  (Ciudad de México, 8 de octubre de 1934 - Irapuato, Guanajuato, 21 de enero de 2009) fue un futbolista mexicano que jugaba como extremo izquierdo.
Es conocido como "El Héroe de Solna" o El Flaco, por haber anotado el gol del empate al minuto 89' ante Gales en la Copa Mundial de 1958, en partido jugado en la localidad de Solna, Suecia. Este empate representó el primer punto obtenido por México en la historia de las Copas del Mundo, descrito por él mismo de la siguiente forma: “Lo que sentí en ese momento es muy difícil de explicar. Fue una emoción intensa, enorme. Mis compañeros corrieron a felicitarme. Fue un buen gol, pues con él ganó México su primer punto en Copas del Mundo. Siempre he pensado que lo logrado ahí fue obra de todos; a mí me tocó, gracias a Dios, meter el gol, pero todos jugamos muy bien ese día”.
En el fútbol mexicano hizo su debut en la temporada 1955-56, campeonato en el que logró el título de la Segunda División con los Arroceros del Cuautla, equipo del estado de Morelos. Ya en Primera División jugó con el Cuautla a partir de la temporada 1956-57 y hasta la 1958-1959, en que este descendió a Segunda División.
En 1959, fue comprado por el Irapuato, club donde militó durante los siguientes 13 años, que representan el resto de su trayectoria profesional. Es considerado el mejor jugador del Club Deportivo Irapuato en todas las épocas, con logros que incluyen el título del máximo goleador en la historia del club, con más de 100 anotaciones en el legendario Estadio Revolución y posteriormente en el recinto mundialista "Sergio León Chávez". 
Se retiró en el año 1972, cuando el Club Irapuato descendió a la Segunda División tras caer en la liguilla ante los Diablos Blancos del Torreón. Belmonte siguió viviendo en la ciudad de Irapuato, donde era propietario de una muy reconocida tienda de artículos deportivos. Murió el 21 de enero de 2009 a causa de cáncer en el estómago.

## Participaciones en Copas del Mundo
| Mundial                        | Sede   | Resultado    |
| ------------------------------ | ------ | ------------ |
| Copa Mundial de Fútbol de 1958 | Suecia | Primera fase |

## Estadísticas
| Selección de fútbol de México |                       |
| Debut                         | 20 de octubre de 1957 |
| Partidos disputados           | 7                     |
| Goles                         | 2                     |

| Mundiales con la Selección de fútbol de México |          |
| Mundiales disputados                           | 1 (1958) |
| Partidos disputados                            | 2        |
| Minutos jugados                                | 180      |
| Goles                                          | 1        |

## Equipos
- 1956-1959  Club Deportivo Cuautla
- 1959-1972  Club Deportivo Irapuato